# Dassault-Breguet Super Étendard
El Super Étendard (en francés: Súper Estandarte) es un cazabombardero naval de tercera generación y la culminación de la serie de aviones Étendard. Dassault-Breguet lo diseñó para la Marina Nacional francesa. También lo ha utilizado la Armada Argentina, y la Fuerza Aérea Iraquí (brevemente). Participaron en la guerra de las Malvinas, y en la guerra Irán-Irak.
Después de 38 años de servicio en Francia, habiendo actuado en Irak, Yugoslavia, Afganistán y Libia. Finalizaron su carrera el 12 de julio de 2016, en la Marina Nacional francesa.

## Desarrollo
El origen del Super Étendard se remonta a la década de 1970, cuando el Étendard IVM inicialmente iba a ser reemplazado por la versión naval del SEPECAT Jaguar: el Jaguar M, sin embargo este diseño quedó estancado por problemas políticos y cuestiones durante los despliegues de prueba en los portaviones. Específicamente, el Jaguar M había sufrido problemas de manejo cuando se volaba en un solo motor y un pobre tiempo de respuesta del acelerador hizo aterrizar de nuevo en el portaviones después de un fallo del motor. En 1973 el desarrollo del Jaguar M fue cancelado por el gobierno francés.
Para reemplazar al Jaguar M, se plantearon a los Douglas A-4 Skyhawk y LTV A-7 Corsair II. Dassault Aviation también tuvo su propia propuesta para cumplir con el requisito. Según Bill Gunston y Peter Gilchrist, Dassault había desempeñado un papel importante en la cancelación del Jaguar M con el objetivo de crear una vacante para su propia propuesta: el Super Étendard. El Super Étendard era esencialmente una versión mejorada de la existente IVM Etendard, equipado con un motor más potente, nuevas alas y aviónica mejorada. La propuesta de Dassault fue aceptada por la Marina nacional de Francia en 1973, llevando a una serie de prototipos que se montaron rápidamente.

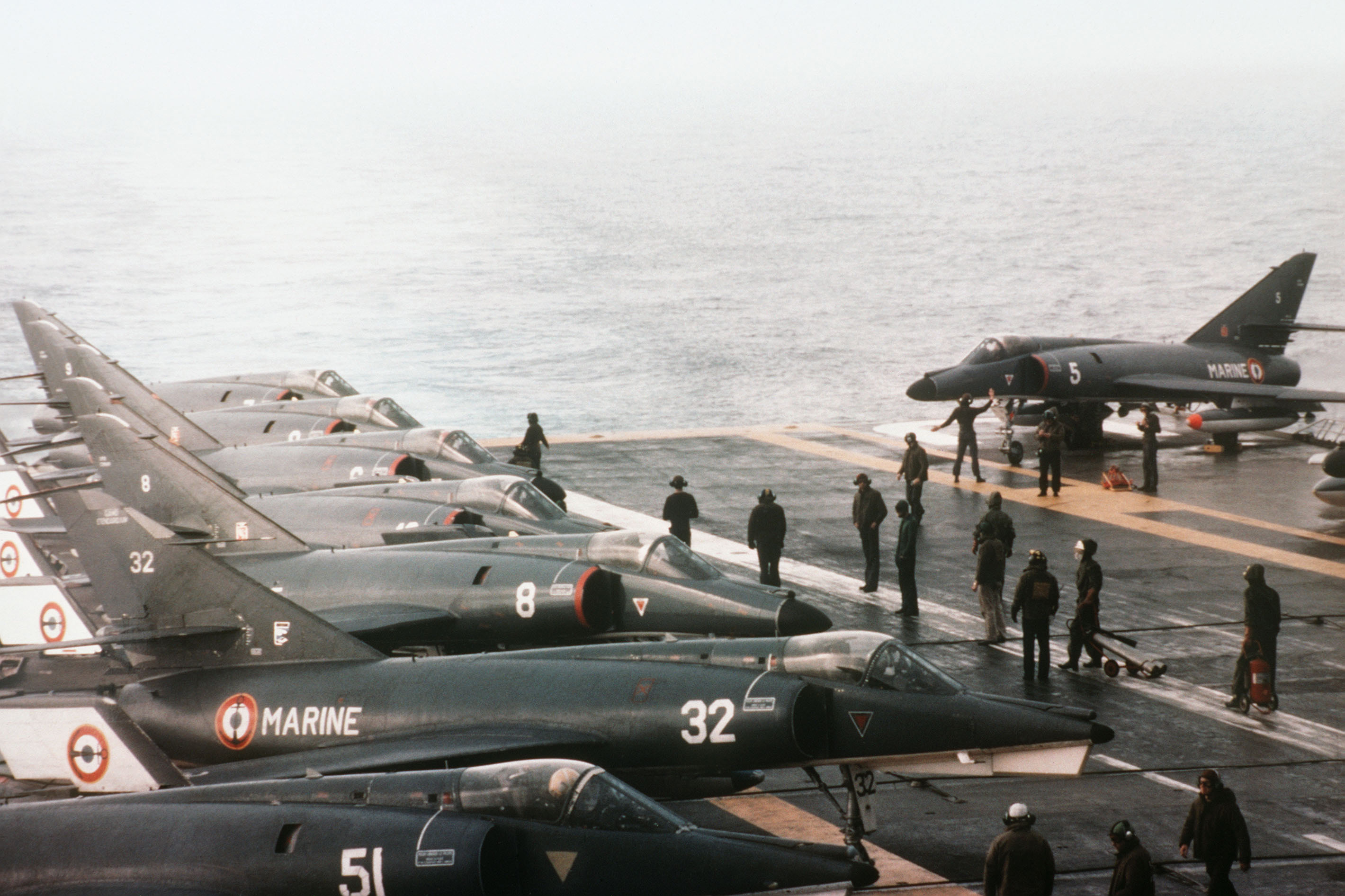
Seis Super Étendards y dos Étendards IVM a bordo del portaviones francés Foch (R 99), en la costa del Líbano en 1983.

El primero de los tres prototipos que se construyeron, un Étendard IVM modificado con el nuevo motor y algunos de los nuevos aviones, hizo su primer vuelo el 28 de octubre de 1974. La intención original de la Marina nacional de Francia era ordenar un total de cien aviones, sin embargo la orden colocada era para sesenta del nuevo modelo con opciones para otros veinte; Otros recortes presupuestarios y una escalada en el precio unitario de la aeronave acabaron llevando a comprar solo setenta y uno. Dassault comenzó a hacer las primeras entregas en junio de 1978. En el primer año de producción, quince Super Étendard fueron producidos para la Marina Nacional francesa, permitiendo la formación del primer escuadrón en 1979. Dassault produjo el avión a una tasa aproximada de dos por mes.
La Armada Argentina hizo un pedido de catorce aviones para cumplir con sus requisitos para un nuevo caza para reemplazar a sus ya entonces obsoletos Douglas A-4Q Skyhawk, capaz de operar desde su portaaviones ARA Veinticinco de Mayo (V-2). En 1983, se completó toda la actividad manufacturera, la última entrega a la Marina de Francia tuvo lugar ese año.

## Diseño

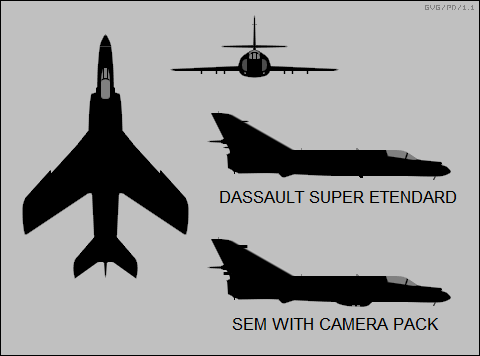
Siluetas de tres ángulos del Super Étendard y vista de perfil del Super Étendard Modernizé con equipo de cámaras.

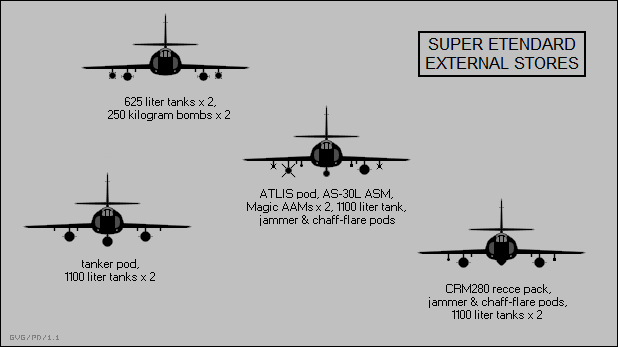
Equipos externos del Super Étendard.

El Super Étendard es un avión cazabombardero, monoplaza y de diseño monomotor, con grandes alas extendidas bajo el fuselaje central y elevadores traseros altos, instalados en la base del timón vertical de profundidad y sobre la tobera de escape de gases del motor, para obtener un mejor performance de vuelo a media y baja altitud, donde el aire es más denso, húmedo y pesado; el timón vertical es grande y se extiende sobre el fuselaje de la nave, para mantener la estabilidad en los despegues, aterrizajes y en vuelos a baja altitud, donde es necesario tener grandes superficies de control, alerones y flaps, para controlar mejor la nave; las toberas de ingreso de aire al motor tienen un nuevo diseño aerodinámico y están adelantadas casi hasta la cabina de mando, en forma parecida al diseño del A-4 Skyhawk.
El tren de aterrizaje delantero es alto y reforzado, para ayudar en los despegues desde pistas cortas de portaaviones, tiene una sola rueda que se retrae bajo la cabina de mando; el tren de aterrizaje principal tiene una rueda a cada lado y se guarda bajo el fuselaje central; está equipado con un gancho de frenado para interceptar los cables en la cubierta del portaaviones, y un punto reforzado bajo el fuselaje central de la nave, para enganchar un cable con la catapulta del portaaviones y permitir el despegue desde portaaviones, en forma similar al cable instalado en el caza pesado F-4 Phantom II; también está equipado con un paracaídas de frenado, para poder aterrizar en pistas cortas de bases aéreas militares, aeropuertos comerciales, carreteras y pistas no preparadas.
Está equipado con una sonda externa de combustible tipo canasta y manguera flexible para reabastecimiento en vuelo, instalada sobre el radomo delantero de la nave para facilitar las operaciones de recarga de combustible, que se retrae frente al parabrisas de la cabina y forma un perfil aerodinámico en la punta de la nave, que lo diferencia de otras naves de combate, para permitir el vuelo subsónico a gran altitud y mantener una considerable velocidad en vuelos rasantes sobre el mar; puede llevar a cabo diversas misiones de combate: ataque a tierra, ataque naval, apoyo cercano de tropas en tierra e intercepción aérea. Es posible aumentar su autonomía de vuelo para misiones de merodeo y ataque profundo, colocando depósitos subalares de combustible y con la sonda externa de combustible, con la ayuda de aviones cisterna.

## Usuarios

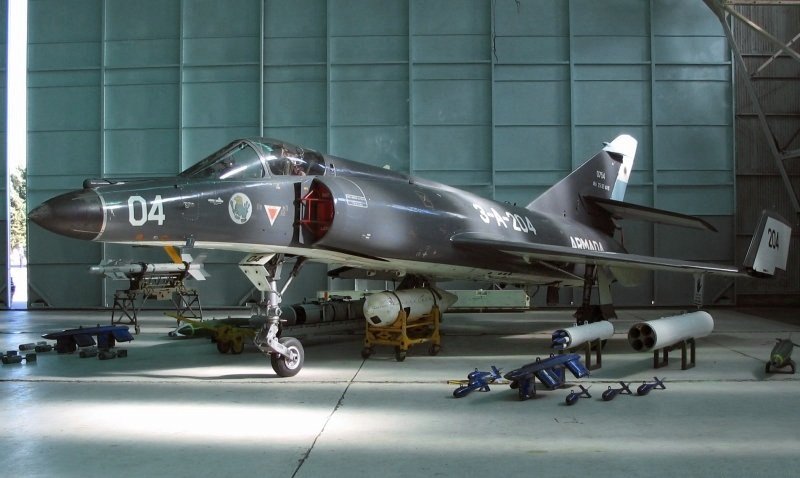
Super Étendard 3-A-204 de la Armada Argentina con sus pertrechos.

Actuales
- Armada Argentina

Hizo un pedido de catorce ejemplares, recibió cinco entre 1980 y 1981 con un misil antibuque Exocet AM 39 cada uno, los cinco aparatos fueron utilizados en la Guerra de las Malvinas. Al finalizar la guerra se recibieron los nueve restantes del pedido.
En 2017 compró cinco Super Étendard Modernise recién retirados de Francia, hoy en día están todos fuera de servicio por falta de mantenimiento y repuestos, los cuales arribaron al país el 10 de mayo de 2019.
Históricos
- Marina nacional de Francia

Recibió 71 unidades, entrando en servicio en 1978, fue retirado del servicio el 12 de julio de 2016.
- Fuerza Aérea Iraquí

Operó con 5 aviones prestados por Francia entre 1983 y 1985, para enfrentar a Irán en la guerra Irak-Irán.

## Historia operacional

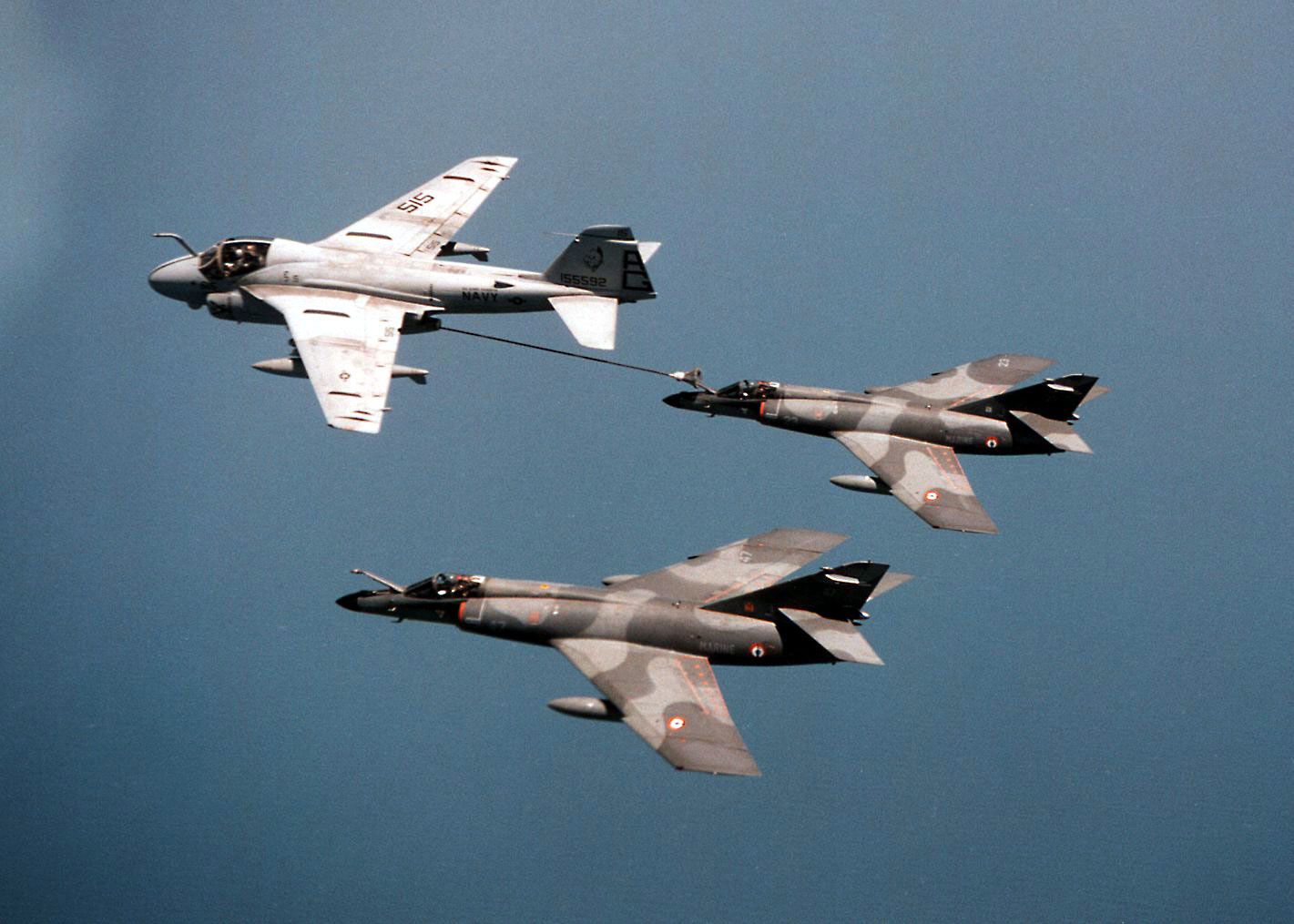
Dos Super Etendard franceses siendo reabastecidos en vuelo por un A-6E Intruder estadounidense en junio de 1996.

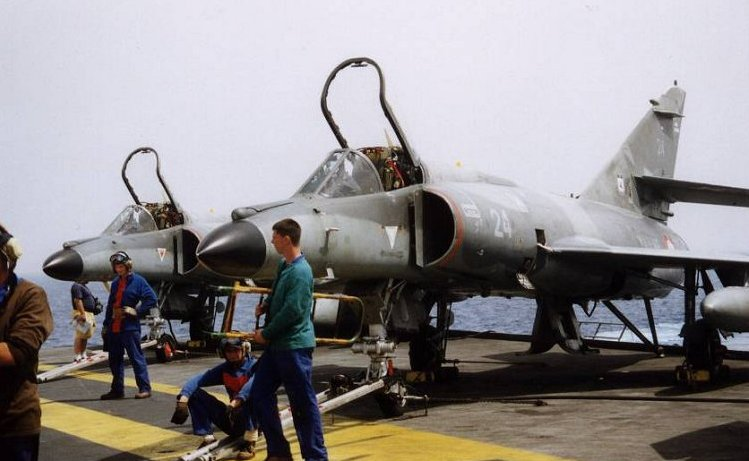
Dos Super Étendards en el portaaviones francés Clemenceau (R 98).

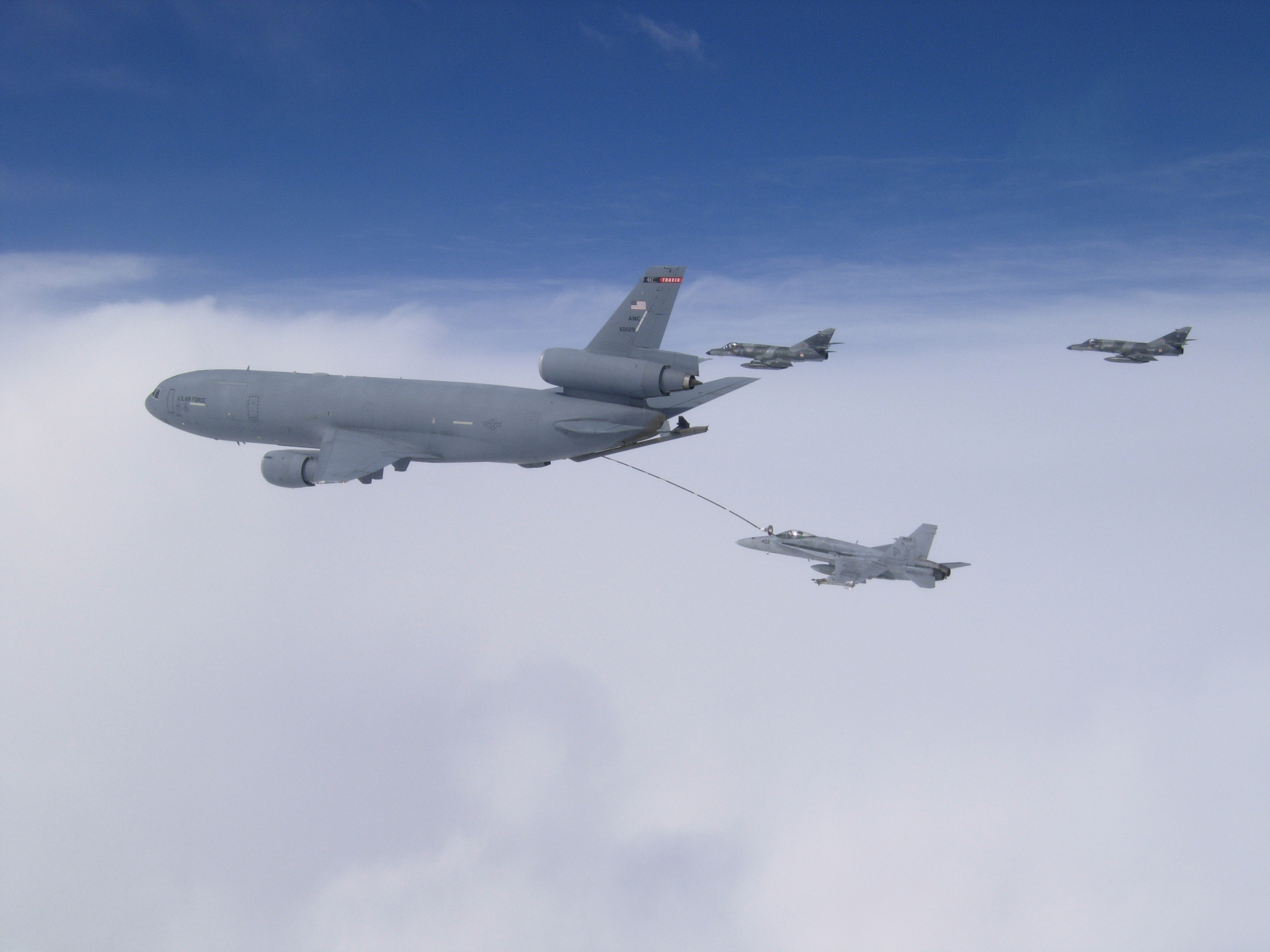
Dos Super Étendards con un F/A-18C Hornet del VFA-147 reabasteciendo con un KC-10 Extender en Afganistán, año 2007.

### Francia
La Marina Nacional francesa comenzó a recibir los primeros ejemplares de Dassault en el mes de junio de 1978, que dos años después, en 1980, comenzaron a someterse a un proceso de modernización continua (radar, sistema de navegación y ataque, mejorar la ergonomía de todos los elementos de la cabina). Esta renovación ha supuesto su adaptación a los distintos estándares: designación láser de día (estándar 3 en 1997) para los misiles AS-30L, captura de información táctica de día en misiones de vigilancia, sistema reforzado de autoprotección y saturación de radar, extensión del guiado por láser a las bombas de 125 kg y 250 kg (estándar 4 en 2000), nuevo piloto automático para facilitar las misiones de ataque, capacidad de ataque nocturno al instalarse un "Pod de información" con el láser Damocles (estándar 5 calificado en 2006), integración de armamento guiado por GPS (sin estándar conocido, puesta en servicio en el 2007).
Desde 1991, los primeros modelos de Étendard IVM originales, se fueron retirando del servicio en la Marina nacional de Francia, y fueron reemplazados por los nuevos aviones Super Étendard, que experimentaron una continua modernización en la década de los 90, para poder utilizarlos con la armas de última generación guiadas por láser. Estos nuevos cambios reforzaron el avión designándose Super Étendard Modernisé (SEM) el cual participó en operaciones de la OTAN en la Guerras Yugoslavas en 1999, tomando parte en unas cuatrocientas misiones de ataque a tierra con éxito. El nuevo modelo también participó en operaciones de combate en la Operación Libertad Duradera, en la Guerra en Afganistán, lanzando bombas guiadas por láser, y en Libia.
Los Super Étendard franceses han tomado parte en las siguientes misiones de combate:
- Olifant, 1983, Líbano
  - 22 de septiembre: 8 Super Étendard atacan baterías sirias que disparaban contra el contingente francés en Líbano.
  - 17 de noviembre: 8 Super Étendard lanzan un ataque de represalia contra un campo de refugiados en Baalbek.
- Balbuzard y Salamandre, Mar Adriático. Enero de 1993 a julio de 1995: 237 misiones de combate.
- Trident, 1999. 250 misiones de combate.
- Héraclès, Afganistán: desde 2001 y basados en el Charles de Gaulle volaron misiones de reconocimiento y apoyo aéreo. En 2002 participan en la Operación Anaconda.
- Odisea del Amanecer, Libia: en 2011, desde el portaaviones Charles de Gaulle para mantener zona de exclusión aérea sobre Libia.

A mediados del 2008, el portaaviones francés Charles de Gaulle entró en dique seco, para mantenimiento mayor por el término de dieciocho meses. A fin de mantener a los pilotos entrenados y calificados, la Marina Francesa acordó con Brasil, que los pilotos del nuevo y mejorado, Super Étendard Modernises, operaran a principios del 2009 en el nuevo portaaviones NAe São Paulo, donde cada piloto ejecutaría un total de diez apontajes y despegues. Esta noticia disparó algunos rumores, en especial que la Marina de Brasil estaría en una fase inicial de negociación para la posible compra de doce a dieciocho ejemplares, del más moderno SEM.
Se esperaba, que todos los aviones Super Étendard Modernisé fueran retirados del servicio en el año 2010, siendo reemplazados en forma programada desde el 2006, por los nuevos y más potentes Dassault Rafale M. Finalmente los Super Étendard Modernisé fueron desprogramados el 12 de julio de 2016.

### Argentina

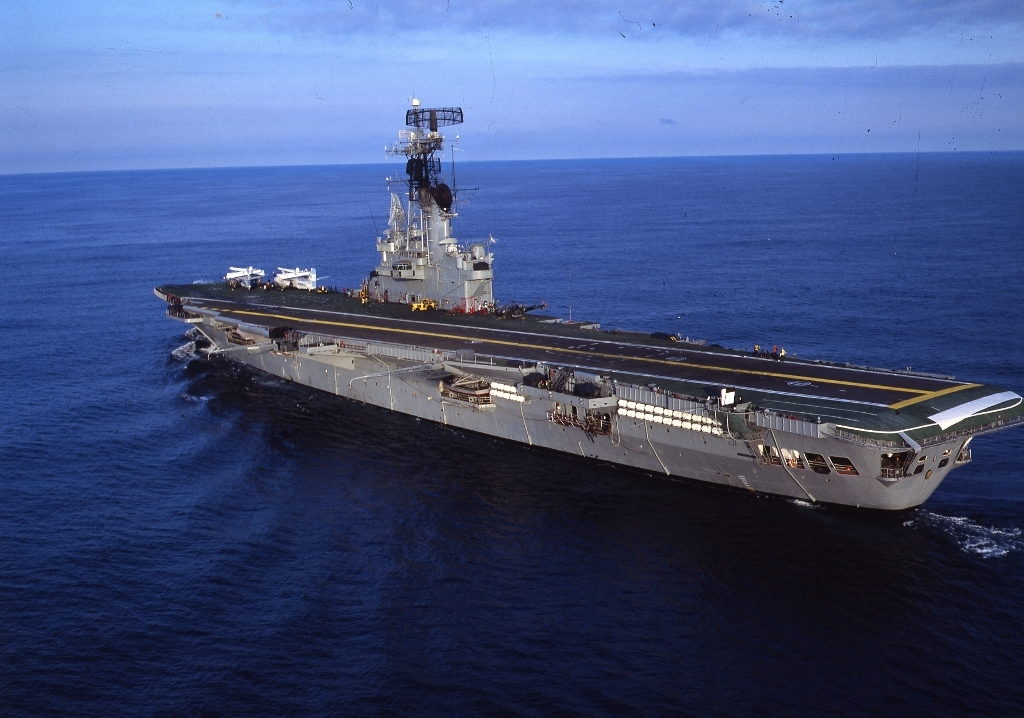
Portaviones argentino.

La Armada Argentina adquirió 14 Super Étendard en 1980, recibiendo los primeros cinco a finales del  año 1981, después que Estados Unidos negó la posibilidad de reemplazar sus A-4Q Skyhawk  y poder continuar, las operaciones embarcadas desde el portaaviones ligero (PAL) ARA Veinticinco de Mayo (V-2) (POMA), cuya vida útil restante se le calculaba en diez años. Fueron matriculados de 0751/3-A-201 a 0764/3-A-214, y fueron asignados a la 2.ª Escuadrilla Aeronaval de Caza y Ataque, en la Base Aeronaval Comandante Espora. Los pilotos argentinos entrenados en Francia, con tan sólo 40 a 45 h de vuelo, probando en esas máquinas, utilizaron aviones similares de la Armada de dicho país en entrenamientos entre el 1 de noviembre de 1980 y el 31 de agosto de 1981, completando su adiestramiento para operaciones desde el portaaviones Clemenceau (R 98). El 7 de diciembre de 1981 se incorporan a la 2.ª Escuadrilla Aeronaval de Caza y Ataque.

#### Guerra de las Malvinas
Tres meses más tarde, tendría lugar la guerra de las Malvinas entre Argentina y el Reino Unido, convirtiendo al país en el primero en utilizarlos en misiones de combate. Argentina utilizó muchos aviones oriundos de Francia, entre ellos los Super Etendard, desde bases aéreas en tierra al sur del país, acompañados de un segundo y/o tercer avión Super Etendard con las funciones de ataque, guía de ataque, y desorientación al enemigo, transportando la primera vaina con equipo electrónico pod de información en un pilón de carga de armas bajo el fuselaje central y recibiendo reabastecimiento de combustible en vuelo de aviones cisterna KC-130H Hércules para poder tener mayor alcance y capacidad para cargar armas. Volando a extrema baja altitud, para no ser detectados, y con vuelos rasantes temerarios sobre el mar, (hasta entonces «prohibidos» por todas las fuerzas aéreas del mundo, dada la muy alta peligrosidad)[cita requerida], y escoltados por aviones Mirage III, en las mismas modalidades y exigencias. No hicieron uso del único portaaviones que poseían, el ARA Veinticinco de Mayo (V-2), pues el buque se retiró del teatro de operaciones amenazado por los submarinos enemigos.
Para el 2 de abril de 1982, al empezar la guerra, los pilotos en Francia habían recibido solo de 40 a 45 h de vuelo en este tipo de avión. y quedaba pendiente la integración, por parte de técnicos franceses de la interfaz entre el avión y el misil. Aunque los técnicos franceses regresaron a su país por presiones de Inglaterra y la OTAN, el personal técnico de la Armada Argentina logró completar los trabajos informáticos de : secuencia de disparo, codificación, contraclave, comunicación avión-misil, y ensamblaje. Finalmente, en el transcurso de la guerra, 4 de los 5 primeros aviones operaron desde la Base Aeronaval Almirante Hermes Quijada, en Río Grande, Tierra del Fuego, ya que se había previsto a último momento, por parte del Almirante evitar operar desde el portaaviones, a pesar de las rápidas modificaciones realizadas en el ARA Veinticinco de Mayo (V-2).

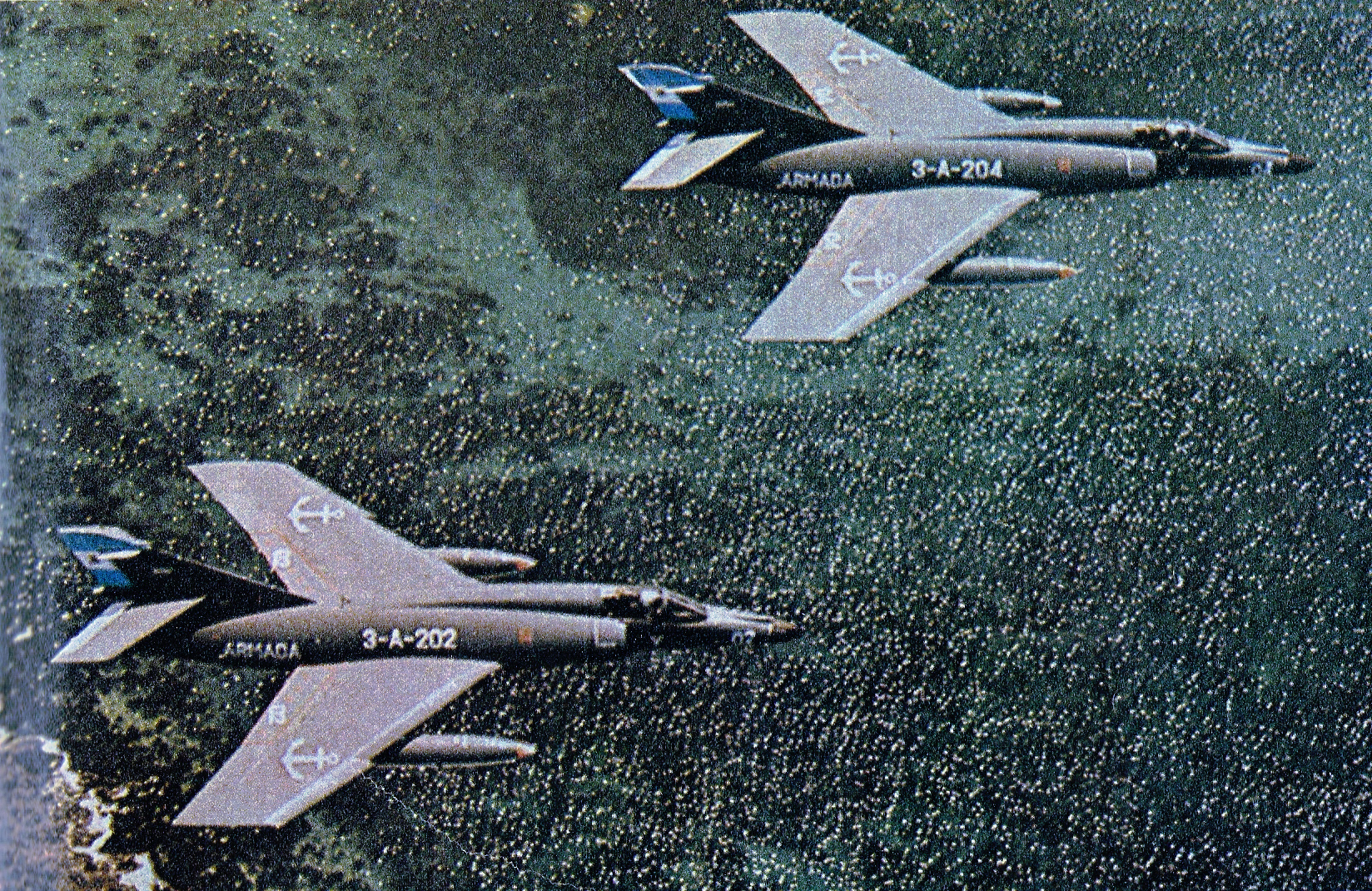
Super Etendards en la Guerra de las Malvinas en 1982.

Los cinco misiles AM-39 Exocet fueron utilizados durante el conflicto. Los dos primeros, el día 4 de mayo a las 11:02 las aeronaves 3-A-202 y 3-A-203 de la 2.ª Escuadrilla, volando a excesiva baja altitud para no ser detectados, lanzaron sus misiles AM-39, uno de ellos alcanzó al Destructor HMS Sheffield impactándolo en el centro de la nave, produciendo averías máximas, seguidas de incendios incontrolables, hasta llegar luego, a hundirse escorado sin remedio, el 10 de mayo, mientras era remolcado, retirándolo de la Zona de Exclusión impuesta. 
No se supo que sucedió con el misil restante.
Este hecho shockeó al Reino Unido, llevando al gabinete de guerra de Margaret Thatcher ordenar descubrir y destruir a los misiles. La misión recayó en el Escuadrón B del Servicio Especial Aéreo (SAS) británico, la Operación Mikado, que consistía en volar hasta la Base Aeronaval Almirante Hermes Quijada en dos Lockheed C-130 Hercules, según reza el informe británico, pero que en realidad se hizo con un helicóptero Sea King, con la intención de destruir a los misiles, los aviones, matar a los pilotos, refugiarse encubiertos con la complicidad chilena, y con la excusa de un desperfecto técnico. La misión fracasó rotundamente, sin efectuar un solo disparo, ya que al ser detectado el helicóptero, abortó el aterrizaje en territorio argentino y se dirigió a la frontera argentino-chilena a 40 km de la Base Aeronaval Río Grande, donde dejó una patrulla SAS que no llegó a concretar el ataque (Operación Plum Duff). 
El portacontenederes SS Atlantic Conveyor recibió el impacto de dos misiles el 25 de mayo a las 16:41, que en realidad habían sido dirigidos a un eco grande en el radar de los súper etendard. Esos dos misiles Exocet tomaron al gigante portacontenedores como si hubiese sido un portaaviones e impactaron a babor, cerca de la popa, y produjeron una abertura en el casco del tamaño de una vivienda grande, con múltiples incendios a bordo. Con un cargamento colosal de pertrechos, comida, armas, municiones, vehículos, repuestos, helicópteros, y casi se pierden 14 aviones Harrier/Sea Harrier (habían sido retirados a los portaaviones HMS Invencible y HMS Hermes 4 días antes del ataque)
```
28 de mayo, como "uno de los peores errores británicos, cometidos en la guerra".
```

El buque queda dañado muy gravemente y se hunde días más tarde, el 28 de mayo. 
El quinto y último misil fue lanzado contra el portaaviones HMS Invincible (R05), fallando el objetivo según los ingleses, (muy en duda hasta el día de hoy, constatándose que su retorno a puerto se demoró más de tres meses, luciendo pintura nueva, mientras que los demás buques ingleses en la guerra volvieron oxidados por la sal del mar y sabiéndose de la existencia de otro portaaviones gemelo). Se le infligieron daños de consideración, según los argentinos. A partir del 30 de mayo, los aviones se replegaron a la Base Aeronaval Comandante Espora y la Insignia de Guerra de la 2.ª Escuadrilla Aeronaval de Caza y Ataque, recibió la Condecoración : Congreso de la Nación Argentina, en "Honor al Valor en Combate", por Destacados Servicios a la Patria, (Resolución COARA N° 8/83), además de la Condecoración en "Reconocimiento, del Gobierno y Pueblo de la provincia de Santa Fe."

#### Posguerra

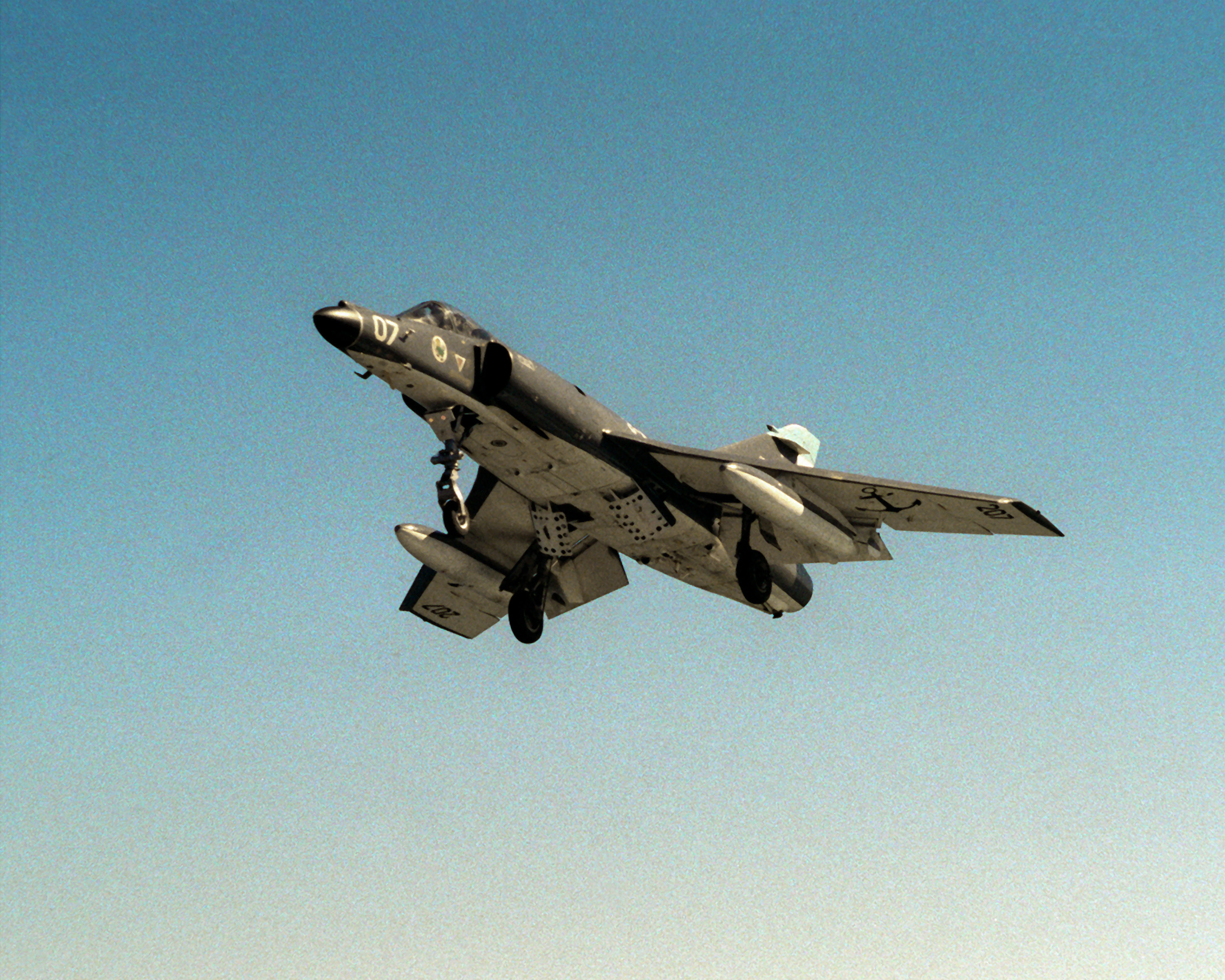
Super Etendard 3-A-207 de la 2ª Escuadrilla aproximándose a la cubierta del portaviones estadounidense, 23 de octubre de 1990.

Tras la guerra Argentina recibió las nueve unidades restantes solicitadas anteriormente, que completaron los catorce aviones pedidos. Terminadas la reformas en el portaaviones ligero ARA Veinticinco de Mayo (V-2), comenzaron a operar, formando parte de su Grupo Aéreo Embarcado (GAE), el 18 de abril de 1983, el Capitán de corbeta Augusto Bedacarratz, aterrizó por primera vez en el portaaviones.
Hasta mediados de 1988 continuaron formando parte del GAE, junto a los S-2 Tracker y los A-4Q Skyhawk, participando activamente en las maniobras (llamadas Etapas de Mar) con al resto de los aviones y helicópteros de la Aviación Naval, junto a los buques de la Flota de Mar, del Comando Naval Anfibio, de la División de Patrullado Marítimo y los submarinos de la Fuerza de Submarinos. En 1988 el portaaviones ingresó en un período de reformas que nunca se completaron, "por políticas y economía gubernamentales." Finalmente, fue desensamblado a fines de la década de 1990 en Alang, India.
En siniestros operacionales, la 2.ª Escuadrilla Aeronaval de Caza y Ataque, ha perdido tres aviones.
- 0760-3-A-210 (1 de agosto de 1989, teniente de fragata Carlos "Trueno" Manchinelli, fallecido)
- 0762/3-A-212 (11 de diciembre de 1989, teniente de navío Félix Médici, eyectado)
- 0753/3-A-203 (29 de mayo de 1996, teniente de navío Sergio "Cutu" Márquez, fallecido).

Sin poder operar en un portaaviones propio, los pilotos de los Super Étendard, continuaron entrenando la compleja operación embarcada y operaciones de "Touch and go" en una pista modificada para simular los enganches sobre un portaaviones en la Base Aeronaval Comandante Espora. También, cada vez que un  portaaviones de la Armada de los Estados Unidos navega cerca de aguas argentinas, se aprovecha para efectuar PyAD que son prácticas de aterrizaje y despegue, y operaciones de "Touch and go".
Con la Marina de Brasil se desarrollaron los ejercicios ARAEX, en los que los aviones argentinos operaban en el portaaviones NAeL Minas Gerais (A-11), pero la carencia de catapultas en el mismo limitó las actividades a prácticas de acercamiento "Touch and Go".
Durante el ARAEX III, el 28 de noviembre de 1993, el Super Étendard 0753/3-A-203 pilotado por el Teniente de navío Sergio Márquez enganchó la cubierta del Minas Gerais con un cable de frenado, en un apontaje adelantado, siendo necesario descargarlo en la Base Naval Puerto Belgrano con una grúa.
Entre el 2 y el 5 de mayo de 2002 se produjo un hecho histórico, cuando el entonces nuevo portaviones brasileño NAe São Paulo (A-12) navegó hasta el Atlántico Sur para desarrollar el ejercicio ARAEX VI y permitió conformar un grupo aéreo embarcado mixto, con aviones brasileños y argentinos. En dicha ocasión tres Super Étendard operaron en forma efectiva con aterrizajes, apontajes, catapultajes y despegues.

#### Actualidad
Desde el año 2014 se encuentran inoperativos, la Fábrica Argentina de Aviones acordó con la Armada Argentina el mantenimiento de los once aviones restantes, acuerdo el cual estaría vigente hasta el año 2019. De los once aparatos remanentes, diez se encuentran asignados a la 2.ª Escuadrilla y uno en el Museo de la Aviación Naval. Con la desprogramación de los Etendards de la Marina nacional de Francia desde julio de 2016 el gobierno argentino negoció una compra de repuestos. Los aviones argentinos se encuentran estructuralmente bien por tener pocas horas de vuelo consumidas, sin embargo, electrónicamente están obsoletos ya que sus sistemas electrónicos permanecen igual desde su incorporación en 1980, haciendo la necesidad de conseguir sistemas nuevos.
En mayo de 2017 se negoció la adquisición de seis Super Étendard Modernisé, cosa que no se concretó inmediatamente. Finalmente en septiembre se confirma la compra de cinco SEM 5, junto a 10 motores, repuestos y un simulador. Para poner en servicio nuevamente a la 2.ª Escuadrilla de Caza y Ataque. El estado finalizó el pago a Francia en agosto de 2018, llegando al país en mayo de 2019.

### Irak
Cinco unidades de Francia, son prestados a Irak en 1983, durante la guerra Irán-Irak, por su conocido éxito comprobado en combate en la guerra de las Malvinas, mientras estaba pendiente la llegada de los nuevos caza supersónicos Mirage F1 que se habían solicitado en forma urgente, más modernos y veloces, para enfrentar en combates aéreos a los caza supersónicos F-14A Tomcat iraníes.
Usaron los misiles AM-39 Exocet con gran éxito contra los buques petroleros iraníes en el golfo Pérsico, antes de que retornaran a Francia en 1985 y fueran, definitivamente reemplazados por los nuevos caza Dassault Mirage F1, que fueron adaptados y recibieron mejoras para poder transportar también los misiles Exocet bajo sus alas y realizar operaciones de ataque naval, y de combate aéreo, contra los aviones de combate de Irán.
En abril de 1984, se afirmó que un Super Étendard iraquí fue derribado por un F-4E Phantom II iraní sobre la isla Kharg. Por separado, el 26 de julio y el 7 de agosto de 1984, se reportaron reclamos de pérdidas de Super Étendard al caza iraní Grumman F-14 Tomcat, uno fue destruido por un misil MIM-23 Hawk modificado. Irán afirmó que un total de tres Super Étendards fueron derribados por interceptores iraníes ; Francia declaró que cuatro de los cinco aviones arrendados fueron devueltos a Francia en 1985.

## Componentes del SEM
Reino Unido

### Electrónica
| Sistema                                           | País                    | Fabricante   | Notas                         |
| ------------------------------------------------- | ----------------------- | ------------ | ----------------------------- |
| Sistema de escape                                 | Bandera del Reino Unido | Martin-Baker | Asiento eyectable modelo Mk.6 |
| Pod de designación de objetivos Damoclès (opción) | Bandera de Francia      | Thales       |                               |

## Especificaciones
Referencia datos: Aviones de Caza y Ataque.

### Características generales
- Tripulación: 1× piloto.
- Longitud: 14,3 m (46,9 ft)
- Envergadura: 9,6 m (31,5 ft)
- Altura: 3,9 m (12,7 ft)
- Superficie alar: 28,4 m² (305,7 ft²)
- Peso vacío: 6500 kg (14 326 lb)
- Peso útil: 5500 kg (12 122 lb)
- Peso máximo al despegue: 12 000 kg (26 448 lb)
- Planta motriz: 1× turborreactor Snecma Atar 8K-50.
  - Empuje normal: 49 kN (4997 kgf; 11 016 lbf) de empuje.

### Rendimiento
- Velocidad máxima operativa (Vno): 1100 Mach 0,89
- Alcance: 1820 km
- Radio de acción: 850 km
- Techo de vuelo: 13 700 m (44 948 ft)
- Régimen de ascenso: 100 m/s (19 685 ft/min)
- Carga alar: 423 kg/m² (86,6 lb/ft²)

### Armamento
- Cañones: 2× cañones DEFA 552 de 30 mm (1,181 in) con 125 municiones cada uno.
- Puntos de anclaje: 6× con una capacidad de 2 100 kg (4 628,4 lb), para cargar una combinación de:  
  - Bombas: 

    - Bombas de caída libre o guidas por láser.
    - 1× bomba atómica AN-52.

  - Cohetes: 4× coheteras Matra con 18× cohetes SNEB cada una.
  - Misiles: 

    - 2× misiles aire-aire Matra R.550 Magic.
    - 2× misiles aire-superficie AS-30L.
    - 1× misil antibuque AM.39 Exocet.
    - 1× misil aire-superficie nuclear ASMP.

  - Otros: 2× tanques de combustible externos

### Desarrollos relacionados
- Dassault Étendard IV
- Dassault Rafale
- SEPECAT Jaguar

### Aeronaves similares
- Douglas A-4 Skyhawk
- LTV A-7 Corsair II
- McDonnell Douglas F-4 Phantom II
- Blackburn Buccaneer
- Sukhoi Su-17
- Soko J-22 Orao
- Xian JH-7
- Nanchang Q-5
- Mitsubishi F-1
- Dassault Mirage F1
- Yakovlev Yak-38

### Listas relacionadas
- Anexo:Equipamiento de la Armada Argentina